# بهترین فیلم‌های تمام دوران ساید اند ساوند ۲۰۱۲
بهترین فیلم‌های تمام دوران ساید اند ساوند ۲۰۱۲ (انگلیسی: The Sight & Sound Greatest Films of All Time 2012) یک نظرسنجی در سراسر جهان بود که توسط مجله سایت اند ساوند انجام شد و در شماره سپتامبر ۲۰۱۲ مجله منتشر شد. سایت اند ساوند که توسط انستیتوی فیلم بریتانیا منتشر می‌شود، از سال ۱۹۵۲ هر ۱۰ سال یک نظرسنجی از فهرست فیلم‌هایی که بهترین انگاشته شده‌اند انجام داده‌است.